# Edward Plunkett, 18. Baron Dunsany

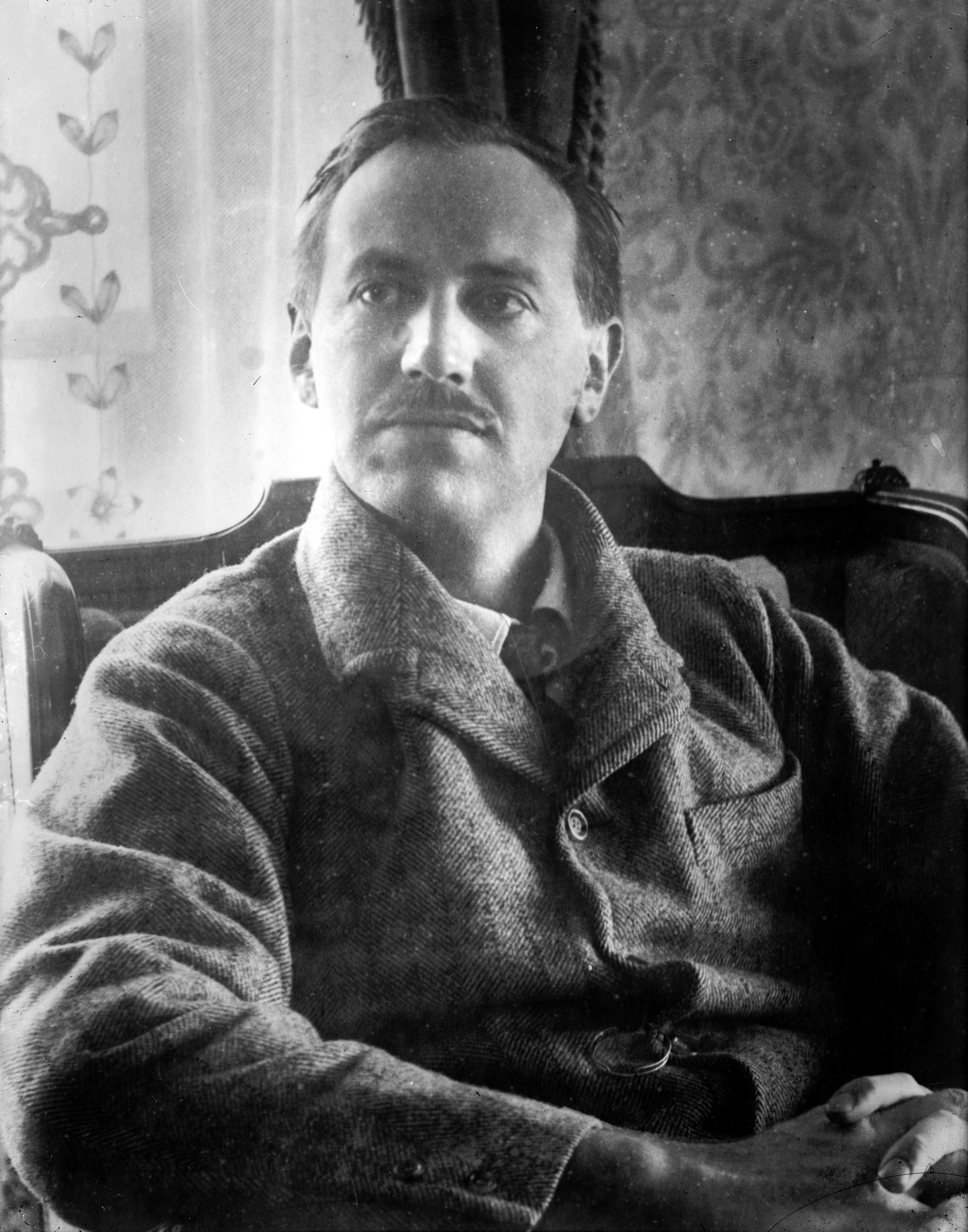
Edward Plunkett, Lord Dunsany

Edward John Moreton Drax Plunkett, 18. Baron Dunsany (* 24. Juli 1878 in London; † 25. Oktober 1957 in Dublin) war ein irischer Schriftsteller. Heute ist er hauptsächlich unter dem Namen Lord Dunsany für seine der Fantasy zugerechneten Kurzgeschichten bekannt.

## Leben
Er war der älteste von drei Söhnen des John Plunkett, 17. Baron Dunsany aus dessen Ehe mit Ernle Burton. Beim Tod seines Vaters erbte er 1899 dessen irischen Adelstitel als Baron Dunsany. Sein nächstjüngerer Bruder war der Admiral Sir Reginald Plunkett-Ernle-Erle-Drax.
Einer der Vorfahren Lord Dunsanys war der von der römisch-katholischen Kirche heiliggesprochene Erzbischof von Armagh, Oliver Plunkett. Die Countess of Fingall, Gattin von Lord Dunsanys Vetter, dem Earl of Fingall, verfasste eine vielgelesene Beschreibung des Lebens des Adels im Irland des späten 19. und frühen 20. Jahrhunderts, unter dem Titel Seventy Years Young.
Zu seiner Ausbildung besuchte Lord Dunsany das Eton College und die Royal Military Academy Sandhurst. Er diente als Offizier der Coldstream Guards im Zweiten Burenkrieg in Südafrika und bei den Royal Inniskilling Fusiliers im Ersten Weltkrieg und erreichte den Rang eines Captain. Er war ein guter Cricketspieler und brachte es zum irischen Meister im Pistolenschießen. 
Lord Dunsany war zudem ein guter Schachspieler, beispielsweise konnte er 1929 bei einer Simultanveranstaltung gegen Ex-Weltmeister José Raúl Capablanca ein Remis erreichen. Besonders widmete er sich dem Problemschach, er hat zahlreiche Schachaufgaben hinterlassen. 
1942 erfand er seine Schachvariante Dunsany’s Game, bei der die 16 Steine eines der Spieler durch 32 Bauern ersetzt worden sind.
Seine Liebe zur Löwenjagd regte ihn zu seinen wenigen autobiographischen Werken an. Im Allgemeinen galt Dunsany als Exzentriker, und es wird behauptet, er habe seine Texte mit einer Gänsefeder geschrieben. Zu seinem Werk äußerte er sich folgendermaßen: 

„Ich schreibe niemals über Dinge, die ich gesehen habe, nur über die, von denen ich geträumt habe.“

Aus seiner 1904 geschlossenen Ehe mit Lady Beatrice Child-Villiers, Tochter des Victor Child-Villiers, 7. Earl of Jersey, hinterließ er einen Sohn und Erben, Randal Plunkett, 19. Baron Dunsany. 

## Werke
Lord Dunsany schrieb größtenteils Kurzgeschichten, daneben aber auch Lyrik, Dramen und Romane. Die heute noch bekannten Geschichten aus dem Bereich der Fantasy entstanden in den Jahren zwischen 1905 und 1919. Sie sind in eine eigenständige Welt, Pegana, gesetzt, mit einer eigenen Mythologie und Geschichte, und gelten heute als Meilenstein der phantastischen Literatur.
H. P. Lovecraft war von Dunsany beeindruckt; seine frühen Erzählungen zeigen Dunsanys Einfluss. Auch die von Lovecraft erdachte „Traumwelt“ ist stark von Dunsanys Werken geprägt. Fletcher Pratts Roman The Well of the Unicorn (1948) entstand als Fortsetzung zu Dunsanys Schauspiel King Argimenes and the Unknown Warrior. 
Die wichtigsten Fantasywerke:
- The Gods of Pegana (1905)
- Time and the Gods (1906)
- The Sword of Welleran (1908)
- A Dreamer’s Tales (1910)
- The Book of Wonder (1912)
- Fifty-one Tales (1915)
- Tales of Wonder (1916), in Amerika als The Last Book of Wonder veröffentlicht
- Tales of Three Hemispheres (1919)
- The Man Who Ate the Phoenix (1947)

Daneben kann man auch einige seiner Romane der Fantasy zuordnen:
- The Chronicles of Rodriguez oder Don Rodriguez: Chronicles of Shadow Valley (1922)
- The King of Elfland’s Daughter (1924)
- The Charwoman’s Shadow (1924)
- The Blessing of Pan (1927)
- The Curse of the Wise Woman (1935)
- Up in the Hills (1935)
- My Talks with Dean Spanley (1936)
- Rory and Bran (1936)
- The Story of Mona Sheehy (1939)
- Guerilla (1944)
- The Strange Journeys of Colonel Polders (1950)
- The Last Revolution (1951)
- His Fellow Men (1952)

Eine weitere Sammlung von Geschichten kreist um Jorkens, einen englischen Gentleman, in dessen Kreis im Klub außergewöhnliche Geschichten zum Besten gegeben werden.
- The Travel Tales of Mr Joseph Jorkens (1931)
- Jorkens Remembers Africa (1934)
- Jorkens Has a Large Whiskey (1940)
- The Fourth Book of Jorkens (1948)
- Jorkens Borrows Another Whiskey (1954)

Smethers, ein Handelsvertreter, berichtet in
- The Little Tales of Smethers (1952)

von makabren Begebenheiten, die teilweise unter Smetters erzählt Mordgeschichten ins Deutsche übertragen sind.
Die bekannteste dieser Geschichten ist Zwei Flaschen Würze (The Two Bottles of Relish).
Aus Lord Dunsanys Feder stammen gleichfalls einige Schauspiele, die unten mit Premiereorten (falls bekannt) angegeben sind.
- The Glittering Gate (1909, Abbey Theatre, Dublin)
- The Tents of the Arabs (1910)
- The Laughter of the Gods (1910)
- King Argimenes and the Unknown Warrior (1910 oder 1911)
- The Queen’s Enemies
- A Night at the Inn (1911)
- The Gods of the Mountain (1911, Haymarket Theatre, London)

Veröffentlicht wurden sie als
- Five Plays (1914): The Gods of the Mountain, The Golden Doom, King Argimenes and the Unknown Warrior, The Glittering Gate, und The Lost Silk Hat.
- Plays of God and Men (1917): The Tents of the Arabs, The Laughter of the Gods, The Queen’s Enemies und A Night at the Inn.
- Plays of Near and Far (1922): If, The Compromise of the KIng of the Golden Isles, The Flight of the Queen, Cheezo, A Good Bargain, If Shakespeare Lived To-Day und Fame and the Poet.
- Alexander and Three small plays (1925): Alexander, The Old King’s Tale, The Evil Kettle und The Amusement of Khan Kharuda.
- Seven Modern Comedies (1927): Atalanta in Wimbledon, The Raffle, The Journey of the Soul, In Holy Russia, His Sainted Grandmother, The Hopeless Passion of Mr. Bunyon and The Jest of Hahalaba.
- The Old Folk of the Centuries (1930)
- Lord Adrian (1933)
- Mr. Faithful (1935)
- Plays for Earth and Air (1937): Fame Comes Late, A Matter of Honour, Mr. Sliggen’s Hour, The Pumpkin, The Use of Man, The Bureau de Change, The Seventh Symphony, Golden Dragon City, Time’s Joke und Atmospherics.

Poetische Werke
- Fifty Poems (1929)
- Mirage Water (1938)
- War Poems (a muddle, printed while we were abroad) (1941)
- A Journey (1943)
- Wandering Songs (1943)
- The Year (1946)
- The Odes of Horace (1947) (Übersetzung)
- To Awaken Pegasus (1949)
- Verses Dedicatory: 18 Previously Unpublished Poems (1985, postum)

Weitere Geschichtensammlungen
- Tales of War (1918)
- Unhappy Far-Off Things (1919)
- Ghosts of the Heavyside Layer and Other Fantasmas (1980, postum)

Essays
- Nowadays (1918)
- Building a Sentence (1934)
- My Ireland (1937)
- The Donellan Lectures 1943 (1945)
- A Glimpse from the Watchtower (1946)

Satire
- If I Were Dictator (The Pronouncement of the Fraud Macaroni) (1934)

Autobiografie
- Patches of Sunlight (1938)
- While the Sirens Slept (1944)
- The Sirens Wake (1945)

Übersetzungen
- Das Land des Yann. Erzählungen. Mit einem Vorwort von Jorge Luis Borges. Übersetzung von Friedrich Polakovics. In: Die Bibliothek von Babel. Bd. 8. Büchergilde Gutenberg, Frankfurt a. M. 2007. ISBN 978-3-7632-5808-6. Originaltitel: Idle days on the Yann.
- Das Fenster zur anderen Welt. Phantastische Erzählungen. Übersetzung von Friedrich Polakovics. In: Bibliothek des Hauses Usher. Insel, Frankfurt a. M. 1971. Neuausgabe: Suhrkamp TB 1189. ISBN 3-518-37689-6.
- Jorkens borgt sich einen Whisky. Zehn Clubgeschichten. Diogenes, Zürich 1957. Neuausgabe 1979. ISBN 3-257-20598-8.
- Die Königstochter aus Elfenland. Übersetzung von Hans Wollschläger. Klett-Cotta, Stuttgart 1978. ISBN 3-12-901880-8.
- Smetters erzählt Mordgeschichten. 15 Lügen- und Kriminalstories um Jorkens und Smetter. Übersetzung von Elisabeth Schnack. Mit Zeichnungen von Paul Flora. Diogenes, Zürich 1972. ISBN 3-257-00160-6
- Der Schatten der Scheuermagd. Übersetzung von Wolfgang Krege. Klett-Cotta, Stuttgart 1986. ISBN 3-608-95308-6. Originaltitel: The charwoman’s shadow.
- Der Fluch der weisen Frau. Übersetzung von Meieli und Walther Grossenbacher. Hallwag, Bern 1947.
- Seele am Galgen. Ein Buch von Menschen, Göttern und Geistern. Übersetzung von Emerich Reeck. Ruetten & Loening, Frankfurt a. M. 1924.